# Friedrich Ernst von Wrangel
Friedrich Ernst von Wrangel (* 7. April 1720 in Ambothen/Livland; † 13. Januar 1805 in Kolberg) war ein preußischer Generalmajor und zuletzt Kommandant von Kolberg.

## Leben

### Herkunft
Er war der Sohn von Ewald Christoph von Wrangel (* 12. Oktober 1674; † 2. Juni 1760 in Ambothen/Livland) und dessen Ehefrau Marie Luise, geborene von Henning (* 19. September 1689; † 23. Januar 1748) aus dem Hause Groß-Warriben. Sein Vater war landgräfliche hessen-kasselsche Oberstleutnant und Erbherr auf Abellen in Livland.

### Militärkarriere
Wrangel kam am 11. September 1738 als Gefreitenkorporal in das Infanterieregiment „de la Motte“. Im Ersten Schlesischen Kriege kämpfte er in der Schlacht bei Mollwitz und Chotusitz sowie bei der Belagerung von Brieg. Am 13. August 1744 wurde er Fähnrich und als solcher kämpfte er im Zweiten Schlesischen Krieg bei Hohenfriedberg und Soor. Zwischen den Kriegen stieg er am 30. März 1752 Sekondeleutnant und am 20. Mai 1755 zum Premierleutnant auf. Während des Siebenjährigen Krieges kämpfte Wrangel in der Schlacht bei Lobositz und Prag sowie im Gefecht bei Neustadt. Im Gefecht bei Moys am 7. September 1757 wurde er schwer verwundet, erhielt aber für seine Tapferkeit den Orden Pour le Mérite. Am 2. Januar 1758 wurde er Stabskapitän sowie am 29. August 1760 Kapitän und Kompaniechef.
Nach dem Krieg wurde Wrangel am 8. Mai 1768 Major. Am 11. Dezember 1773 kam er als Kommandeur des II. Bataillons in das Infanterieregiment „Braunschweig-Bevern“. Am 12. Januar 1777 wurde er zum Oberstleutnant befördert und nahm als solcher 1778/79 am Bayerischen Erbfolgekrieg teil. Am 5. Juli 1779 wurde Wrangel Oberst und stieg am 12. Dezember 1783 zum Regimentskommandeur auf. Aber am 13. Januar 1787 wurde er mit einem Gehalt von 1000 Talern zum Kommandanten von Kolberg ernannt und am 7. Juni 1787 zum Generalmajor befördert. Er blieb dort bis zum 24. Dezember 1804, als er seine Demission erhielt, zudem konnte er seine bisherigen Einkünfte behalten. Er starb aber bereits am 13. Januar 1805 in Kolberg.

### Familie
Wrangel heiratete am 2. Juli 1773 in Stettin Sophie Luise Elisabeth von Below (* 26. August 1752; † 26. April 1805) aus dem Hause Reetz. Sie war eine Tochter von Martin Friedrich von Below (* 12. August 1703; † 16. Januar 1768) und Sophie Friederike von Boehn (* 1. Oktober 1728; † 8. Februar 1788). Aus der Ehe gingen folgende Kinder hervor:
- August Friedrich Ludwig (1774–1851), preußischer Generalleutnant

⚭ Gräfin Karoline Sophie Henriette Truchseß von Waldburg (1777–1816)
⚭ Luise Ulrike Pauline von Wedel (* 1801; † 4. Januar 1823)
- Dorothea (* 1775; † 5. Februar 1844) ⚭ Johann Heinrich Christoph von Wedel (* 4. August 1767; † 14. März 1812)[1], Gut Moszick
- Friedrich Wilhelm Georg (* 4. Januar 1776)
- Gustav Karl Wilhelm (* 1780; † 21. Mai 1806), gefallen bei Lüneburg als preußischer Sekondeleutnant im Infanterie-Regiment Nr. 7
- Sophie Ernestine Ulrike (* 1781; † 23. November 1843) ⚭ 9. März 1801 Karl Friedrich Leopold von Stempel († 6. November 1843), preußischer Sekondeleutnant im Infanterie-Regiment Nr. 7
- Friederike (* 1782)
- Wilhelm (* 1783)
- Hermann Ewald († 24. November 1813), starb an den Folgen der Verwundung im Gefecht bei Wachau (16. Oktober 1813)
- Friedrich Heinrich Ernst (1784–1877), preußischer Generalfeldmarschall ⚭ Lydia Caroline Emilie von Below (* 23. Juni 1792; † 11. September 1880)